# Sertorio Orsato

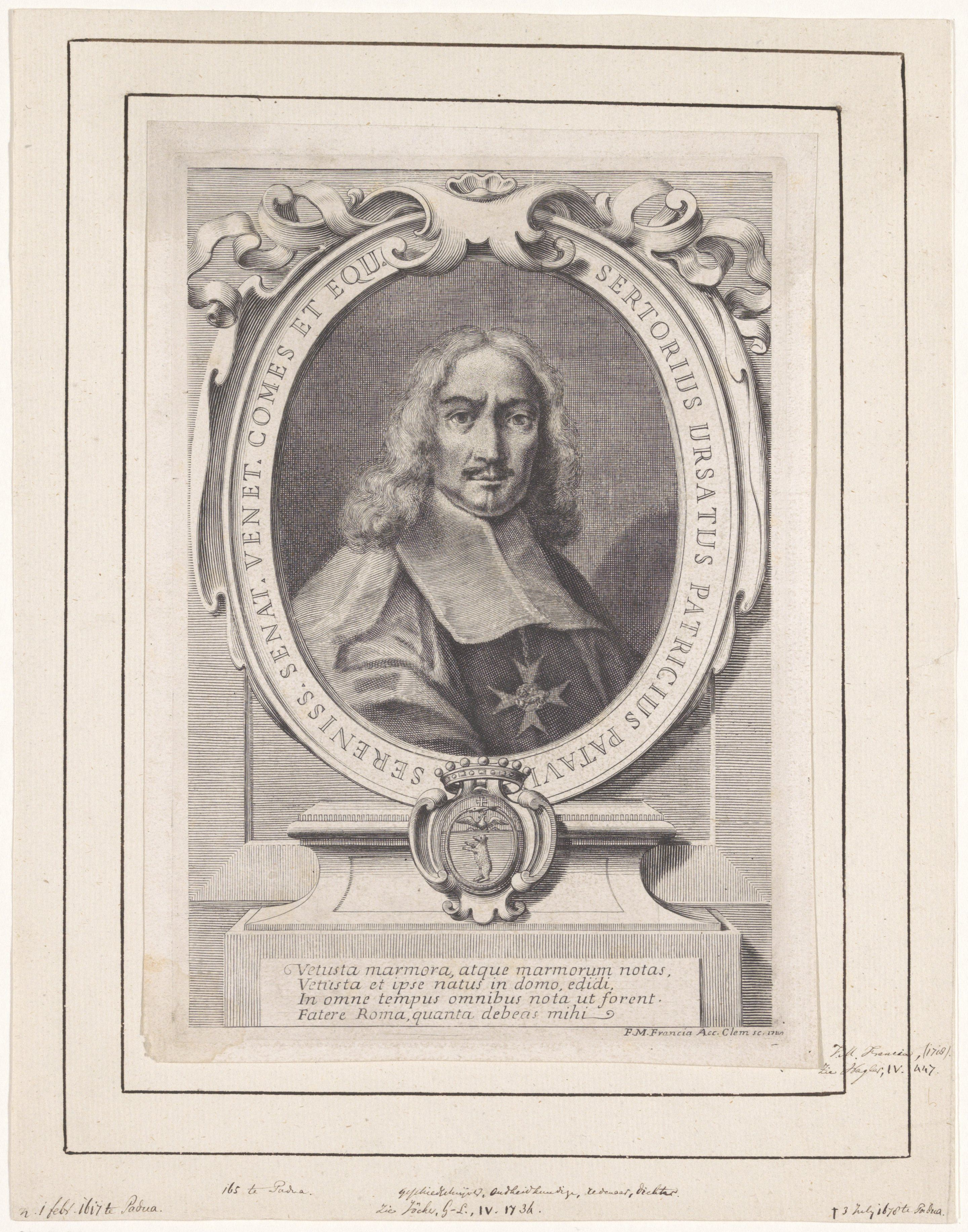
Professor en ridder Sertorio Orsato

Sertorio Orsato (Padua, 1 september 1617 – Venetië, 3 juli 1678) was een Italiaans classicus en epigraficus, alsook hoogleraar fysica aan de universiteit van Padua gelegen in de republiek Venetië. Zijn naam in het Latijn was Sertorius Ursatus.

## Levensloop
Orsato groeide op in Padua, een stad in de republiek Venetië. Van opleiding was Orsato filosoof en natuurfilosoof met een diploma van de universiteit in zijn geboortestad. Hij bekleedde er de leerstoel fysica. Orsato publiceerde als klassiek filoloog zijn epigrafische bevindingen in verschillende boeken; zo bestudeerde hij onder meer alle Latijnse inscripties die in Padua te vinden waren. Hij correspondeerde met andere taalkundigen in Europa.
De republiek Venetië vereerde hem met de titel van ridder en senator van de republiek.

## Werken
Enkele boeken in het Latijn en het Italiaans geschreven die van hem bekend zijn, zijn:
- Sertum philosophicum, ex variis scientiae naturalis floribus consertum (Padua, 1635)
- Monumenta Patavina, Sertorii Ursati studio collecta, digesta, explicate, suisque iconibus expressa (Padua, 1652)
- Sertorii Ursati Monumenta Patavina (Padua, 1652)
- Le grandezze di San Antonio de Padova (Padua, 1653)
- Li marmi eruditi, ovvero, lettere sopra alcune antiche inscrizione (Padua 1669)
- Sertorii Ursati De notis Romanorum Commentarius (Padua, 1672)
- Marmora Oxoniensia, ex Arundellianis, Seldenianis allisque conflata (Oxford, 1676)
- Historia di Padova di Sertorio Orsato Cavaliere del Serenissimo Senato (Padua, 1678)
- Explanatio notarum et litterarum quae frequentius in antiquis lapidbus, marmoribus et auctoribus occurrunt, iis omnibus, qui hoc studio delectantur, necessaria (Parijs, 1723 postuum)